# Cinemax
Cinemax je filmski premium kanal. Dio je grupacije HBO Central Europe.
S emitiranjem je počeo 1980. u SAD-u.
Cinemax u Hrvatskoj emitira manje poznate američke nezavisne, europske i azijske filmove.
Postoji samo jedna verzija u cijeloj Europi i ona se osim u Hrvatskoj emitira i u Poljskoj, Češkoj, Slovačkoj, Mađarskoj, Rumunjskoj, Bugarskoj, Sloveniji, Bosni i Hercegovini, Srbiji i Crnoj Gori.
Cinemax i Cinemax 2 su lokalizirani na hrvatski jezik, i to s podnapisima i audio kanalom. Dostupni su u evotv-u, MAXtv-u, B.net-u, H1TV-u te Total TV-u.
Jedinstveno obilježje Cinemaxa su četiri filmska ciklusa:
- Moderni klasici (petkom, od 20:00 sati) - sastoji se od filmskih klasika iz moderne ere, snimljenih nakon 1960. godine
- Mad Max (petkom, s početkom oko 23:00 sata) - donosi kultne i šokantne trash filmove, napete trilere, znanstveno-fantastične i borilačke filmove te filmove strave
- Premijera subotom (s početkom u 20:00 sati) - prikazuje najbolji aktualni film tjedna
- Svjetska kinematografija (nedjeljom, s početkom u 20:00 sati) - uključuje najnovije nezavisne filmove, europske filmove i one koji su bili nagrađivani na najprestižnijim svjetskim filmskim festivalima.

## Vanjske poveznice
- Cinemax Hrvatska  Arhivirana inačica izvorne stranice od 18. listopada 2016. (Wayback Machine)